# Bombardier Talent

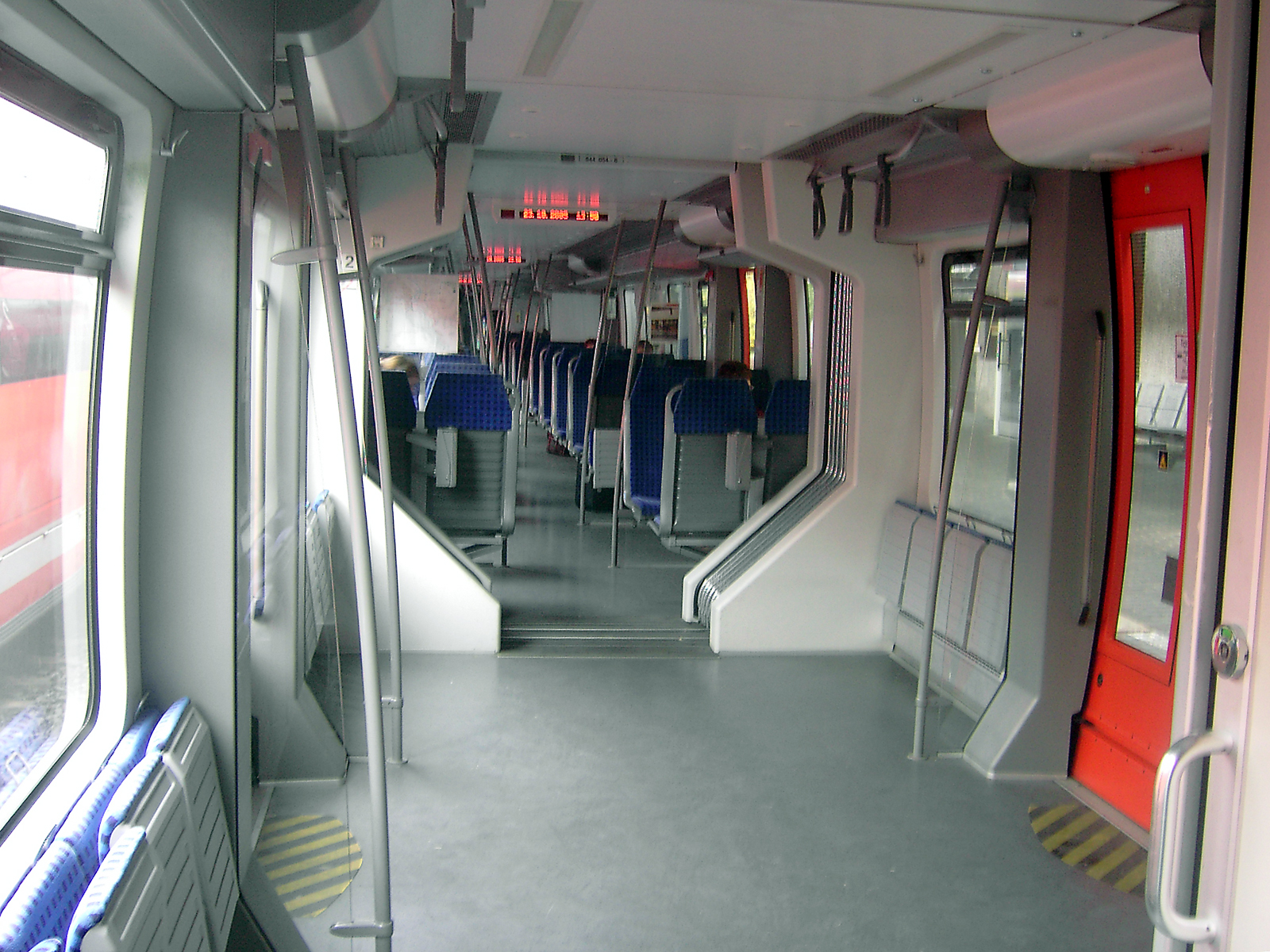
Wnętrze Bombardier Talenta 644

Bombardier Talent – seria elektrycznych i spalinowych zestawów trakcyjnych, produkowanych od 1994 przez różne oddziały Bombardier Transportation.
Zespół ten został zaprojektowany przez Waggonfabrik Talbot tuż przed przejęciem firmy przez Bombardiera w 1995. Nazwa Talent pochodzi od niemieckiej nazwy TALbot LEichter Nahverkehrs-Triebwagen (ang. Talbot light suburban motor-coach).
Produkowany jest w wielu wariantach – wysoko- i niskopodłogowym, z napędem mieszanym z silnikami Diesla lub elektrycznymi, o różnej długości i składzie – 2, 3 lub 4 wagonowym.

## Historia
Na przełomie 1995 i 1996 Waggonfabrik Talbot stworzył dwuczłonowy prototyp pojazdu Talent. Powstał on bez zamówienia na własny koszt w nadziei na poprawę trudnej sytuacji finansowej, w wyniku której przedsiębiorstwo w maju 1995 weszło w skład kanadyjskiego koncernu Bombardier Transportation. W krótkim czasie zespół został zamówiony m.in. przez Deutsche Bahn i niemieckich przewoźników regionalnych oraz Norges Statsbaner. 13 marca 1998 wyprodukowano pierwszy egzemplarz, którym była wersja trójczłonowa dla DB.

## Użytkownicy
- Niemcy
  - DB Regio
    - DB Regio NRW
    - DB Regio Südwest
    - Euregiobahn

  - Connex (Veolia Verkehr)
    - Nord-Ostsee-Bahn
    - NordWestBahn
    - Niederbarnimer Eisenbahn
    - Ostmecklenburgische Eisenbahn
    - Bayerische Oberlandbahn

  - eurobahn (Rhenus Keolis)
  - PE Arriva
  - Regiobahn
  - Prignitzer Eisenbahn GmbH
- Austria
  - ÖBB
- Kanada
  - Ottawa O-Train
- Norwegia
  - Norges Statsbaner (15 zestawów 2-wagonowych)
- Węgry
  - MÁV (10 zestawów)
- Słowacja
  - RegioJet (9 zestawów)